# La Duranne
La Duranne est un quartier d'Aix-en-Provence située au sud-ouest de la commune.
Elle compte environ 8 000 habitants. Elle faisait partie du canton d'Aix-en-Provence-Sud-Ouest avant que ce dernier fut remplacé par celui dAix-en-Provence-2.
Il s'agissait à sa création vers 2000 d'un pôle d'activité économique qui a progressivement évolué pour devenir fin 2009 une quasi-agglomération, possédant sa propre école et sa mairie annexe. En mars 2010, des panneaux routiers portant l'inscription « Aix – La Duranne » ont été placés de part et d'autre de l'agglomération.

## Situation et topologie
La Duranne est scindée en deux, avec comme limite la route départementale 9.
D'un côté, en hauteur, le « " positionné sur un plateau calcaire exposé aux vents où pousse une garrigue qui a souvent été dévastée par les incendies avant son urbanisation. De l'autre, en plaine, autour de terres agricoles et d'un petit bois de pins, "la Duranne Grand Vallat" en référence au cours d'eau qui la traverse.
Elle occupe une position stratégique entre le centre d'Aix-en-Provence, la gare TGV, l'aéroport de Marignane et plusieurs autoroutes.
Il faut noter que la Duranne est au centre d'un énorme bassin d'emploi, tout en étant au cœur d'espaces naturels préservés.

## Histoire
Le site de la Duranne a connu une habitation humaine au plus tard à l'époque romaine. Des photographies aériennes ont révélé la présence d'une villa gallo-romaine à la Grande-Duranne, ainsi que, à proximité, les vestiges d'un pont romain détruit. De plus, sur les bords de la Jouine, a été découverte en 1903 une sépulture en coffre de lauzes contenant le corps d'une jeune fille dont le bras était entouré d'une vingtaine de bracelets. Ce corps date du IVe ou du Ve siècle.
Des abris sous roche ont été identifiés au quartier de la Grande-Duranne. La céramique découverte sur place laisse entendre que ces abris auraient été fréquentés durant l'Antiquité tardive ou le Moyen Âge.
À la fin des années 1990, alors que le pôle d'activité d'Aix-en-Provence se développe avec la création de la gare TGV, les premières habitations sont construites et constituent rapidement une véritable agglomération. En moins de 10 ans, 2 000 logements sont créés.
Au début, La Duranne était un hameau administrativement rattaché au village proche des Milles, comme en témoignait son code postal (13290). En 2009, la Duranne change de code postal pour 13100.
En 2010, La Duranne compte 18 000 m2 d'activités et 140 000 m2 de logements, pour 4 500 habitants.
2017 est marquée par l'inauguration de The Camp.
Cette extension planifiée s'est poursuivie activement, essentiellement avec l'urbanisation de la Duranne Petit Arbois, pour aboutir à 8 000 habitants fin 2017.

## Projets de développement
La Duranne possède un réservoir de 70 hectares de terrains à urbaniser. L'archevêque d'Aix-en-Provence Monseigneur Claude Feidt ainsi que son coadjuteur, Monseigneur Christophe Dufour visitent le village à l'automne 2009 avec l'idée de construire une église à La Duranne. Cette église est maintenant prévue à l'horizon 2019 (compromis d'achat du terrain signé fin 2013) La population devrait passer à 8 000 vers 2020 et 12 000 vers 2025 . On envisage (projet Gregotti) de créer un centre perché, à l'image de plusieurs villages provençaux, ceint d'une oliveraie
En 2016, une nouvelle route devrait faciliter le lien entre la Duranne Grand Vallat et la Duranne Petit Arbois. Actuellement l'essentiel des commerces et services se situent encore dans le secteur du Grand Vallat, mais avec l'école primaire et la salle polyvalente, le secteur du Petit Arbois s'équipe progressivement. Les constructions se poursuivent, notamment avec l'ajout de 95 logements sociaux "haut de gamme".
En 2017, la route d'accès entre la « Duranne du haut » et « la Duranne du Bas » a ouvert. Elle facilite beaucoup l'accès à l'école pour les habitants du bas de la Duranne.
À la rentrée 2018, une seconde école devrait par ailleurs ouvrir pour les habitants du bas de la Duranne.

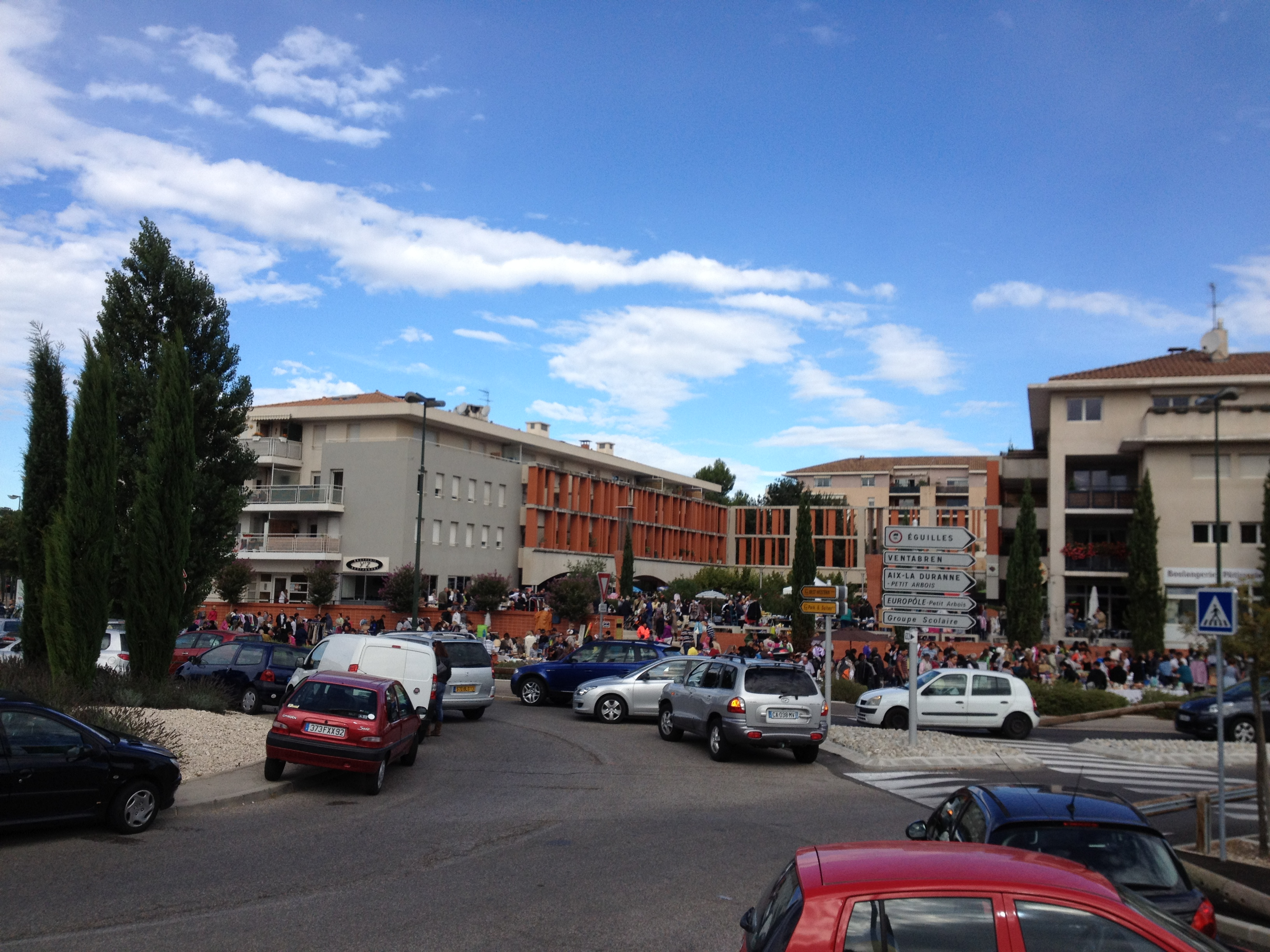
Le vide grenier de la Duranne